# Radha Binod Majumdar
Prof. Radha Binod Majumdar ( 30 de abril de 1928 (96 años) es un agrostólogo y botánico hindú.

## Algunas publicaciones

### Libros
- 1963. An introduction to Spermatophyta. Ed. Merit Publishers. 552 pp.

- La abreviatura «R.B.Majumdar» se emplea para indicar a Radha Binod Majumdar como autoridad en la descripción y clasificación científica de los vegetales.[1]